# Strophoïde

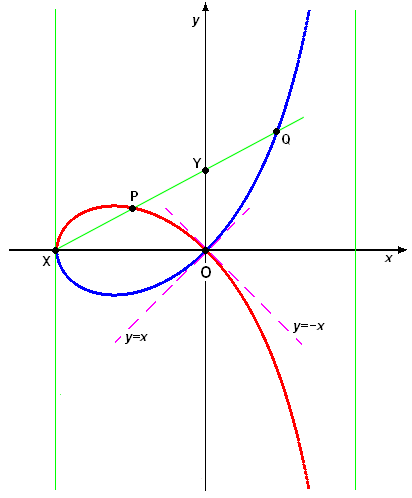
Construction de la strophoïde droite de pôle X et de point fixe O, en prenant pour courbe de base l'axe Oy.

En mathématiques, et plus précisément en géométrie, une courbe strophoïdale, ou simplement une strophoïde, est une courbe engendrée à partir d'une courbe donnée C et de deux points A (le point fixe) et O (le pôle).
Dans le cas particulier où C est une droite, A appartient à C, et O n'appartient pas à C, la courbe est appelée une strophoïde oblique. Si, de plus, OA est perpendiculaire à C, la courbe est appelée une strophoïde droite, ou simplement une strophoïde par certains auteurs. La strophoïde droite est aussi parfois appelée courbe logocyclique.

## Construction

Construction d'une strophoïde dans le cas général

La courbe strophoïdale correspondant à la courbe C, au point fixe A et au pôle O est construite de la manière suivante : soit L une droite mobile passant par O et coupant C en K. Soit alors P1 et P2 les deux points de L tels que P1K = P2K = AK. Le lieu géométrique des pointsP1 et P2 est appelé la strophoïde de C relativement au pôle O et au point fixe A. On remarquera que AP1 et AP2 sont orthogonaux.

## Équations

### Coordonnées polaires
Soit la courbe C donnée par {\displaystyle r=f(\theta )}, où l'origine est prise en O. Soit A le point de coordonnées cartésiennes (a, b). Si {\displaystyle K=(r\cos \theta ,\ r\sin \theta )} est un point de la courbe, la distance de K à A est
{\displaystyle d={\sqrt {(r\cos \theta -a)^{2}+(r\sin \theta -b)^{2}}}={\sqrt {(f(\theta )\cos \theta -a)^{2}+(f(\theta )\sin \theta -b)^{2}}}}.
Les points de la droite OK ont pour angle polaire {\displaystyle \theta }, et les points à distance d de K sur cette droite sont à une distance {\displaystyle f(\theta )\pm d} de l'origine. Par conséquent, l'équation de la strophoïde est donnée par
{\displaystyle r=f(\theta )\pm {\sqrt {(f(\theta )\cos \theta -a)^{2}+(f(\theta )\sin \theta -b)^{2}}}}.

### Coordonnées cartésiennes
Soit C d'équations paramétriques (x = x(t) ,y = y(t)). Soit A le point (a, b) et O le point (p, q). Alors, les formules polaires précédentes montrent que la strophoïde est représentée paramétriquement par :
{\displaystyle x=u(t)=p+(x(t)-p)(1\pm n(t)),\ y=v(t)=q+(y(t)-q)(1\pm n(t)),}
où
{\displaystyle n(t)={\sqrt {\frac {(x(t)-a)^{2}+(y(t)-b)^{2}}{(x(t)-p)^{2}+(y(t)-q)^{2}}}}.}

### Une autre formule polaire
La complexité des formules précédentes limite leur utilité en pratique. Il en existe une forme alternative parfois plus simple, qui est particulièrement utile quand C est une sectrice de Maclaurin  de pôles O et A.
Soit O l'origine et A le point (a, 0). Soit K un point de la courbe, {\displaystyle \theta } l'angle entre OK et l'axe Ox, et {\displaystyle \vartheta } l'angle entre AK et l'axe Ox. Supposons que {\displaystyle \vartheta } soit donné en fonction de {\displaystyle \theta }, sous la forme {\displaystyle \vartheta =l(\theta )}. Soit {\displaystyle \psi } l'angle en K, donc{\displaystyle \psi =\vartheta -\theta }. On peut déterminer r en fonction de l en utilisant la loi des sinus : comme
{\displaystyle {r \over \sin \vartheta }={a \over \sin \psi },\ r=a{\frac {\sin \vartheta }{\sin \psi }}=a{\frac {\sin l(\theta )}{\sin(l(\theta )-\theta )}}}.
Soit P1 et P2 les  points de la droite OK à distance AK de K, numérotés de façon que{\displaystyle \psi ={\widehat {P_{1}KA}}} et {\displaystyle \pi -\psi ={\widehat {AKP_{2}}}}. Le triangle {\displaystyle P_{1}KA} est isocèle d'angle au  sommet {\displaystyle \psi }, donc les angles de la base, {\displaystyle {\widehat {AP_{1}K}}} et {\displaystyle {\widehat {KAP_{1}}}}, valent{\displaystyle (\pi -\psi )/2}. L'angle entre AP1 et l'axe Ox est alors
{\displaystyle l_{1}(\theta )=\vartheta +\angle KAP_{1}=\vartheta +(\pi -\psi )/2=\vartheta +(\pi -\vartheta +\theta )/2=(\vartheta +\theta +\pi )/2}.
Utilisant le fait que  AP1 et AP2 sont perpendiculaires (car le triangleAP1P2 est inscrit dans un demi-cercle), l'angle entre AP2 et l'axe Ox vaut
{\displaystyle l_{2}(\theta )=(\vartheta +\theta )/2}.
L'équation polaire de la  strophoïde se déduit alors de l1 et l2 d'après les formules précédentes :
{\displaystyle r_{1}=a{\frac {\sin l_{1}(\theta )}{\sin(l_{1}(\theta )-\theta )}}=a{\frac {\sin((l(\theta )+\theta +\pi )/2)}{\sin((l(\theta )+\theta +\pi )/2-\theta )}}=a{\frac {\cos((l(\theta )+\theta )/2)}{\cos((l(\theta )-\theta )/2)}}}
{\displaystyle r_{2}=a{\frac {\sin l_{2}(\theta )}{\sin(l_{2}(\theta )-\theta )}}=a{\frac {\sin((l(\theta )+\theta )/2)}{\sin((l(\theta )+\theta )/2-\theta )}}=a{\frac {\sin((l(\theta )+\theta )/2)}{\sin((l(\theta )-\theta )/2)}}}
C est une sectrice de Maclaurin de pôles O et A quand l est de la forme {\displaystyle q\theta +\theta _{0}} ;  dans ce cas l1 et l2 ont la même forme, et  la strophoïde est soit une autre  sectrice de Maclaurin, soit un couple de sectrices ; on peut en trouver une équation polaire simple si on prend l'origine au symétrique de A par rapport àO.

## Cas particuliers

### Strophoïdes obliques
Soit C une droite passant par A. Alors, dans les notations précédentes, {\displaystyle l(\theta )=\alpha }, où {\displaystyle \alpha } est une constante, et {\displaystyle l_{1}(\theta )=(\theta +\alpha +\pi )/2} ; {\displaystyle l_{2}(\theta )=(\theta +\alpha )/2}. Avec l'origine en O, les équations polaires de la strophoïde correspondante, appelée une strophoïde oblique deviennent
{\displaystyle r=a{\frac {\cos((\alpha +\theta )/2)}{\cos((\alpha -\theta )/2)}}}
et
{\displaystyle r=a{\frac {\sin((\alpha +\theta )/2)}{\sin((\alpha -\theta )/2)}}}.
On vérifie facilement que ces deux équations décrivent en fait la même courbe.
Déplaçant l'origine en  A (voir, là encore, l'article sectrice de Maclaurin) et remplaçant −a par a, on obtient
{\displaystyle r=a{\frac {\sin(2\theta -\alpha )}{\sin(\theta -\alpha )}}} ;
une rotation de  {\displaystyle \alpha } transforme cette équation en
{\displaystyle r=a{\frac {\sin(2\theta +\alpha )}{\sin(\theta )}}}.
En coordonnées cartésiennes (et en changeant les constantes), on obtient
{\displaystyle y(x^{2}+y^{2})=b(x^{2}-y^{2})+2cxy}.
C'est une cubique,  unicursale d'après l'équation polaire. Elle possède un point double en (0, 0), et la droite y=b lui est  asymptote.

### La strophoïde droite
Posant {\displaystyle \alpha =\pi /2} dans
{\displaystyle r=a{\frac {\sin(2\theta -\alpha )}{\sin(\theta -\alpha )}}},
on obtient
{\displaystyle r=a{\frac {\cos 2\theta }{\cos \theta }}=a(2\cos \theta -\sec \theta )}.

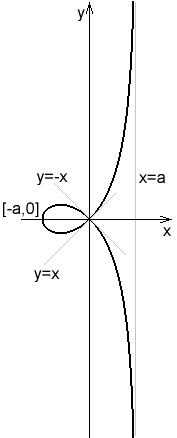
Strophoïde droite.

Cette courbe est appelée la  strophoïde droite, et   correspond au cas où C est l'axe Oy, O est l'origine, et A est le point (a,0).
L'équation cartésienne est
{\displaystyle y^{2}=x^{2}{\frac {a-x}{a+x}}} ;
une représentation paramétrique unicursale est :
{\displaystyle x=-a{\frac {1-t^{2}}{1+t^{2}}}}
{\displaystyle y=-at{\frac {1-t^{2}}{1+t^{2}}}}.
La courbe ressemble au  folium de Descartes, et la droite x = −a est asymptote aux deux branches infinies. La courbe possède deux autres  asymptotes "imaginaires" dans le plan complexifié {\displaystyle {\mathbb {C} }^{2}}, données par
{\displaystyle x\pm iy=-a}.

### Strophoïdes de cercles passant par les points fixes
Soit C un cercle passant par O et A. Prenant O pour origine et A en (a, 0), on obtient, dans les notations précédentes, {\displaystyle l(\theta )=\alpha +\theta }, où {\displaystyle \alpha } est une constante. Ainsi, {\displaystyle l_{1}(\theta )=\theta +(\alpha +\pi )/2} et {\displaystyle l_{2}(\theta )=\theta +\alpha /2}. Les équations polaires des  strophoïdes correspondantes sont alors
{\displaystyle r=a{\frac {\cos(\theta +\alpha /2)}{\cos(\alpha /2)}}}
et
{\displaystyle r=a{\frac {\sin(\theta +\alpha /2)}{\sin(\alpha /2)}}}.
Ce sont les  équations de deux cercles passant également par O et A, et formant des angles de  {\displaystyle \pi /4} avec C en ces points.